# Vrhovec
 Ovo je glavno značenje pojma Vrhovec. Za gradsko naselje u sklopu zagrebačke gradske četvrti Gornji grad – Medveščak pogledajte Vrhovec (Gornji grad – Medveščak).
Vrhovec je selo sjeverozapadno od Vrbovca. Prema popisu iz 2001. godine, naselje ima 145 stanovnika.

## Povijest
Spominje se 1771. godine, da bi 1880. godine imalo 14 kuća, a 1981. godine 50 domaćinstava. 
Pokraj sela nalazi se veliki odašiljač Hrvatskih telekomunikacija.

## Stanovništvo
| broj stanovnika | 125   | 148   | 150   | 166   | 191   | 214   | 208   | 240   | 226   | 237   | 236   | 210   | 201   | 166   | 145   | 140   | 138   |
|                 | 1857. | 1869. | 1880. | 1890. | 1900. | 1910. | 1921. | 1931. | 1948. | 1953. | 1961. | 1971. | 1981. | 1991. | 2001. | 2011. | 2021. |

## Poznate osobe
- Stjepan pl. Hadrović, hrvatski katolički svećenik, osobni nadbiskupov tajnik, kanonik Vrhbosanskog stolnog kaptola, prelat, protonotar, prepošt Vrhbosanskog kaptola, jedan od duhovnih otaca vrhbosanske nadbiskupije, orguljaš, skladatelj[4]